# 假羊肚菌
假羊肚菌（英語：false morels）是對一些子囊菌門盤菌目真菌的非正式稱呼，包括了屬於羊肚菌科、平盘菌科和馬鞍菌科，彼此間親緣關係並不接近的若干類群，如鹿花菌屬、馬鞍菌屬與鐘菌屬等。它們的外表與真羊肚菌（羊肚菌屬）非常相似。
假羊肚菌的可食性最近遭到質疑，長久以來被認為美味的假羊肚菌──鹿花菌被發現在生吃時是具有毒性的，1990年代的報導還顯示就算經適當烹調後毒素依然存在。雖然許多食用假羊肚菌的人沒有產生明顯的症狀，有些人在食用後會發生急性中毒，甚至有證據顯示可能對健康造成長期傷害。